# Marie-Catherine de Brunswick-Dannenberg
Marie-Catherine de Brunswick-Dannenberg (en allemand Marie Katharina von Braunschweig-Dannenberg) est née à Dannenberg (Allemagne) le 10 juin 1616 et meurt à Grabow le 1er juillet 1665. Elle est la fille de Jules-Ernest de Brunswick-Dannenberg (1571-1636) et de Marie de Frise orientale (1582-1616).

## Mariage et descendance
Le 15 février 1635 elle se marie à Schwerin avec Adolphe-Frédéric Ier de Mecklembourg-Schwerin (1588-1658), fils du duc Jean VII de Mecklembourg-Schwerin (1558-1592) et de Sophie de Schleswig-Holstein-Gottorp (1569-1634). Ils ont onze enfants:
- Julienne Sibylle (1636–1701) ;
- Frédéric (1638-1688), duc de Mecklembourg-Grabow ;
- Christine (1639-1693), abbesse de Gandersheim ;
- Bernard-Sigismond (1641-1641) ;
- Augusta (1643-1644) ;
- Marie-Élisabeth (1646-1713), abbesse de Gandersheim ;
- Anne-Sophie (1647-1723), épouse en 1677 le duc Jules-Sigismond de Wurtemberg-Juliusbourg ;
- Adolphe-Ernest (1650-1651) ;
- Philippe-Louis (1652-1655) ;
- Henri-Guillaume (1653-1653) ;
- Adolphe-Frédéric II (1658-1708), duc de Mecklembourg-Strelitz.